# Біловежі Другі
Білове́жі Другі — німецьке село в Україні, у Бахмацькій міській громаді Ніжинського району Чернігівської області. До 2020 входило до складу Біловежівської сільради з центром у селі Біловежі Перші.

## Географія
Село Біловежі Другі розташоване на сході Ніжинського району біля витоків р. Остер. Знаходиться за 4 км на південний захід від села Біловежі Перші. Відстань до центру громади 21 км, до залізничної станції Григорівка — 6 км. Середня висота над рівнем моря — 135 м.

## Історія
Поблизу села археологи виявили залишки староукраїнського городища часів Київської держави Біла Вежа. Згідно літописних свідоцтв, Біла Вежа була заснована ще князем київським Святославом Ігоревичем Хоробрим у 10 столітті (фортеця Біла Вежа вперше згадується 1085 року). У 956 році він захопив  хазарську столицю Саркел (Біла Вежа) на Дону. Легенда говорить, що полонених хазарів Святослав поселив у верхів’ях річки Остер і заснував тут фортецю.  Хазари-поселенці, на згадку про Батьківщину, назвали цю фортецю Біла Вежа. Зруйнована монголо-татарами 1239 року і більше не відбудовувалась.
Біла Вежа заснована німецькими колоністами (лютеранами), які в 1766 році переселилися з Гессена, а також із Саксонії, Ганновера і Прусії. Поселення отримало назву Біла Вежа за назвою літописної фортеці, хоча є і інший варіант походження назви.
Поблизу поселення знаходився хутір Біловежський, який належав Кочубеям. Ним володів Кочубей Василь Васильович, син полковника Полтавського Василя Кочубея, бунчуковий товариш (1748), маршал дворянства Глухівського повіту (1772—1779), статський радник (1790), помер до 1792 року. 26 травня 1781 року він відписав хутір своїй дружині.
А зовсім поряд з колонією Біла Вежа знаходився хутір Скоропадського, який також називався Біловежський хутір.
Біла Вежа стала одночасно центром округу і місцем знаходження церкви. Будівництво будинків розпочалося 1768 року, на церкву, школу і ратушу з державної казни було виділено більше 5000 руб..
Євангелічно-лютеранську церкву Святих Петра і Павла збудували в 1789 році, була вона дерев'яною і до 1880 року стала непридатною для богослужіння. На кошти, зібрані громадами чотирьох лютеранських сіл, в 1885 році збудували нову цегляну церкву. Для її будівництва в селі звели цегельний завод. Орган привезли через кілька років із Людвігсбурга, а дзвін придбав багатий колоніст Лаукарт. Біля церкви побудували новий будинок пасторату, була там квартира пастора, кімнати для гостей і опікунів, приміщення для репетицій хору, на які збиралася сільська молодь. В ході територіально-адміністративної реформи 1923 року будинок пасторату забрали під приміщення сільської ради.
Поселення мало чітку забудову, міцні будівлі, вирізнялося чистотою та акуратністю. Вулиці мали бруковані тротуари, дорога-бруківка вела до сусідньої колонії Городок.
Основу господарства складало землеробство і тваринництво. Болота в верхів'ях Остра німецькі колоністи осушили, викопавши канали та збудувавши шлюзи. Наряду із зерновими почали успішно культивувати картоплю, значну частину якої продавали. Тримали багато корів та свиней. В колонії діяла суконна фабрика, а ще в селі виготовляли тютюн сорту «рубанка» (махорка).
В ХІХ столітті колонія називалася Білі Вежі (Біловежі) і входила до складу Кальчинівської волості Борзнянського повіту.
1859 року у Білих Вежах мешкало 375 осіб (183 осіб чоловічої статі та 192 — жіночої), налічувалось 42 двори, діяла євангелістсько-лютеранська церква, проводилося 3 ярмарки на рік.
За переписом 1897 року в селі мешкало 905 осіб (418 осіб чоловічої статі та 487 — жіночої), з них 740 протестантів і 111 осіб православного віросповідання.
В 1901 році населення села зросло до 958 осіб (457 осіб чоловічої статі та 501 — жіночої).
Жителі села спокійно віднеслися до відновлення Української держави 1917 року. У 1923 році проведена територіальна реформа, за якою Білі Вежі ввійшли до Парафіївського району Конотопської округи і стали центром Біло-Вежської сільської ради, у яку входило село Городок. На 1924 рік у Білих Вежах проживало 1036 осіб, було 173 дворових господарства.
З літа 1929 року розпочалася колективізація селянських господарств. Масові протести німецьких селян проти примусової колективізації в 1930—1932 роках, так звані «волинки», очолював отець Феофіл Мельман, пастор лютеранської кірхи. 19.12.1932 року пастор Мельман був засуджений на три роки тюремного ув'язнення, а церкву закрили. Ще двоє жителів села були вислані в північні райони країни на 3 роки.
Решту незгідних об'явили куркулями і розкуркулили. Так звані куркулі третьої категорії залишилися в селі, але у них відібрали засоби виробництва, майно та худобу і виділили гірші ділянки землі за межами колгоспу, який називався «Дружба». А куркулів другої категорії депортували, переважно до Казахстану, а також у Кіровську область, Киргизію, і до Сибіру.. Прізвища депортованих частково встановлено за списками мобілізованих у Трудармію в 1942 році та з відомостей про політичні репресії 1937—1938 років на нових місцях проживання. Всього знайдено 18 членів родин, з них 5 осіб з роду Лаукартів і 4 — з роду Раймхенів. Середня чисельність німецької родини в Білих Вежах складала 6 осіб, тож кількість депортованих приблизно дорівнювала 100—110 осіб, дані орієнтовні.
Далі був голодомор 1932—1933 років, хоча голод німці Білих Веж пережили відносно легше, ніж в українських селах. Допомогли заможність і хазяйновитість німецьких селян. Але всі вони стали згодом колгоспниками.
Після створення в 1932 році Чернігівської області село входило до Дмитрівського району та називалося Білі Вежі № 2.
Під час сталінських репресій 1937—1938 років були засуджені до розстрілу 18 жителів села, серед яких 10 чоловіків з роду Лаукартів і 7 — з роду Ольденбургерів. Ще двоє Лаукартів отримали 10 років концтаборів.
В серпні 1941 року жителі Білих Веж були мобілізовані в робочі колони й разом із жителями українських сіл копали окопи, протитанкові рови та будували інші укріплення на західному напрямку.
Наприкінці серпня 1941 року вийшло розпорядження більшовицької влади про депортацію німців у східні райони країни. Але Чернігівське НКВС не встигло виконати це розпорядження, оскільки 9 вересня Чернігів був захоплений німцями. Німецькі війська ввійшли в село Білі Вежі 14 вересня 1941 року.
Жителі села, які в той період перебували на схід від місця проживання, були депортовані, а чоловіків мобілізували в табори Трудармії, які мало чим відрізнялися від концтаборів.
Уродженці села Християн та Пилип Лаукарти служили в радянській армії, молодший лейтенант Християн Лаукарт був нагороджений орденом «Червоної Зірки».
Під час німецької окупації жителі села підпорядковувалися Роменському ортскоменданту і бургомістру Роменського гебіту. Люди добилися відновлення індивідуальних селянських господарств, хоча окупаційна влада наполягала на створенні сільської общини на зразок колгоспу.
З серпня 1943 року почалася широкомасштабна евакуація етнічних німців з території Рейхскомісаріату Україна в Німеччину. Із наближенням фронту у кінці серпня — на початку вересня 1943 року жителі Білих Веж разом з німцями з трьох інших лютеранських колоній (Городок, Кальчинівка, Рундевізія) попрямували своїм ходом на підводах на захід. Тих, хто не хотів від'їжджати добровільно, вивозили примусово. Краєзнавець Тамара Моренець писала: За Остром, недалеко від Мартинівки, до війни були німецькі поселення, які називалися Круглолугівка, Кальчиновка, Рундивізія, Городок та інші — одним словом Пруси. Порядок у них був ідеальний, відмінний від нашого: дорога-бруківка, млин, шлюзи. Під час війни німці виселили з Прусів усіх своїх до Німеччини. Але тутешні німці не хотіли виїжджати з обжитих місць, плакали. Все одно їх вантажили на підводи і везли.
У березні 1944 року біженці були розміщені в районі Вартегау в Польщі, а в січні 1945 року тікали далі на захід. В окупованій Німеччині частина жителів Білих Веж була виявлена розшуковими командами НКВС, інших жителів видали НКВС в американській і англійській зонах окупації. Вони були депортовані, переважно, у Кіровську та Вологодську області, а решті вдалося втекти.
Село Білі Вежі № 2 визволили 13 вересня 1943 року бійці 2-ї гвардійської повітряно-десантної дивізії 18-го гвардійського стрілецького корпусу 60-ї армії.
У червні 1945 року село Білі Вежі № 2 переіменували в Біловежі Другі, а Біловезька сільрада № 2 стала називатися Біловежівською Другою.
У покинутому та депортованому селі в 1943 році та пізніше поселили переселенців з Курської області Росії. Проживали вони там, поки дерев'яні будинки та будівлі без догляду та ремонту стали малопридатними для користування. Бруковані тротуари села переселенці розібрали на побутові потреби. Пізніше переселенці роз'їхалися хто куди, а село так і не відродилося. Станом на 2019 рік на території колишнього села не знаходиться жодної будівлі.
12 червня 2020 року, відповідно до розпорядження Кабінету Міністрів України № 730-р «Про визначення адміністративних центрів та затвердження територій територіальних громад Чернігівської області», увійшло до складу Бахмацької міської громади.
19 липня 2020 року, в результаті адміністративно-територіальної реформи та ліквідації Бахмацького району, село увійшло до складу Ніжинського району Чернігівської області.

## Постаті
- Маркович Яків Миколайович (1872—1963) — доктор технічних наук, заслужений діяч науки і техніки УРСР.